# Hesperis novakii
Hesperis novakii är en korsblommig växtart som beskrevs av F. Dvorák. Hesperis novakii ingår i släktet hesperisar, och familjen korsblommiga växter. Inga underarter finns listade i Catalogue of Life.